# Adolf Helke
Gottfried Adolf Helke (* 14. September 1902 in Hochweitzschen bei Döbeln (Sachsen); † 23. November 2006 in Mainz) war ein deutscher Geologe, Mineraloge und  Lagerstättenkundler. 

## Leben
Nach dem Besuch der Volks- und Realschule (bis Quarta) in Leisnig ging Adolf Helke auf die Fürstenschule in Grimma (bis Ostern 1923). Dann studierte er an der Bergakademie Freiberg das Bergfach (Markscheidewesen). Im Herbst 1925 bestand er die Vorprüfung und im Mai 1927 die Hauptprüfung für das Fach des Markscheiders. Danach war er bis zum 31. August 1927 als wissenschaftliche Hilfskraft am Institut für Geodäsie und Markscheidekunde der Bergakademie Freiberg tätig.
Vom 1. September 1927 bis zum 31. März 1929 war Helke als Markscheider und Geometer auf einem Manganerzbergwerk bei Fethiye in Anatolien (Türkei) tätig. Danach begann er ein zweites Studium an der Bergakademie in Freiberg und legte Ostern 1930 die Hauptprüfung für das Fach des Bergingenieurs ab. Für seine Diplomarbeit kehrte er im Herbst (August/September) 1929 für mehrere Wochen nach Anatolien zurück, um die montangeologischen Verhältnisse der Au-Ag-Pb-Zn-Lagerstätte von Bulgar Maden im Kilikischen Taurus zu studieren. 1930 er einen kurzen Aufenthalt an den bulgarischen Staats-Kohlenbergwerken in Pernik bei Sofia (Bulgarien).
Von Mai 1930 bis April 1933 arbeitete er als Montangeologe bei der Rudaer 12-Apostel-Gewerkschaft in Brad (Siebenbürgen, Rumänien). Während dieser Zeit begann er seine Dissertation mit dem Titel Beiträge zur Kenntnis der Golderzgänge am Ungarberge und am Fericel bei Stanija im Siebenbürgischen Erzgebirge, Rumänien, welche er im Juli 1931 abschloss. Im Mai 1932 erlangte er dafür den Doktorgrad an der Bergakademie Freiberg.
Von Mai 1933 bis Februar 1937 war Adorf Helke als wissenschaftlicher Assistent am Geologischen Institut der Bergakademie Freiberg bei Friedrich Schumacher tätig. Während dieser Zeit unternahm er jährlich während der akademischen Sommerferien zweimonatliche Studienreisen durch die Bergbaudistrikte der Karpaten (unter anderem die Goldtellurerz-Lagerstätten von Nagyág (jetzt Sacarimb) in Siebenbürgen). Im Februar 1937 habilitierte er sich über Die jungvulkanischen Gold-Silber-Erzlagerstätten des Karpatenbogens unter besonderer Berücksichtigung der Genesis und Paragenesis des gediegenen Goldes. Von März 1937 bis Oktober 1938 arbeitete er als Montangeologe beim Lagerstättenforschungsinstitut (Maden Tetkik ve Arama Enstitüsü) der Türkei in Ankara. 1938 unternahm er von Ankara aus eine Studienreise nach Bor und Trepča (Jugoslawien), Bleiberg, Eisenerz und Radenthein (Österreich), sowie Raibl (Italien).
Von November 1938 bis November 1939 weilte er als Stipendiat an der Johns Hopkins University in Baltimore, Maryland. Daran anschließend bereiste er vier Monate lang bis März 1940 die Vereinigten Staaten von Amerika, um alle bedeutenden geologisch interessanten Bergwerke (Erze, Nichterze) zu besichtigen. Die Rückreise nach Deutschland erfolgte über Japan und Sibirien.
Von April 1940 bis 1945 war Adorf Helke wieder als wissenschaftlicher Assistent am Geologischen Institut der Bergakademie Freiberg bei Professor Friedrich Schumacher tätig. 1942 weilte er zu Studien des Paläozoikums in Estland und im Januar 1943 zur Einarbeitung in die Gefügekunde bei Professor Bruno Sander am Mineralogisch-Petrographischen Institut der Universität Innsbruck. Während der Zeit als Assistent an der Bergakademie Freiberg leitete er die Übung Erzmikroskopie für Geologen und hielt eine Vorlesung über Ausgewählte Kapitel aus der Lagerstättenlehre.
Jäh unterbrochen wurde seine wissenschaftliche Karriere durch den Kriegsdienst und die Gefangenschaft. Er setzte seine Arbeit nach dem Krieg in der Türkei fort: Ab 1948 leitete er eine Antimongrube, wurde dann Dozent für Geowissenschaften an einer Fachhochschule für Bergingenieure und Chefgeologe der staatlichen Bergwerke.
Im Jahre 1956 folgte er einem Ruf an die Johannes-Gutenberg-Universität in Mainz und übernahm dort den Lehrstuhl für Lagerstättenkunde. Sechs Jahre später habilitierte er sich erneut mit der Schrift Die jungvulkanischen Gold-Silber-Erzlagerstätten des Karpatenbogens unter besonderer Berücksichtigung der Genesis und Paragenesis des gediegenen Goldes und einer öffentlichen Vorlesung mit dem Titel Die Chromerzlagerstätten, ihre Genesis und Metamorphose.
Auch nach seiner Pensionierung 1967 hielt er noch Vorlesungen und Übungsstunden zur Erzlagerstättenkunde ab. Ihm wurde 1987 der Hans-Schneiderhöhn-Preis um besondere Verdienste der Rheinischen Naturforschenden Gesellschaft (RNG) und des Naturhistorischen Museums Mainz verliehen.
Adolf Helke verstarb am 23. November 2006 im hohen Alter von 104 Jahren in Mainz.

## Ausgewählte Publikationen
- 1933: Beiträge zur Kenntnis der Golderzgänge am Ungarberge und am Fericel bei Stanija im Siebenbürgischen Erzgebirge, Rumänien; miner. u. petrogr. Mitt. Bd. 44, H. 4, pp. 265–324.
- 1934: Die Goldtellurerzlagerstätten von Sacaramb (Nagyag) in Rumänien. Neues Jahrbuch für Mineralogie, Geologie und Paläontologie, Abhandlungen, Abteilung A: Mineralogie, Petrographie, Beil. Bd. 68A vol. 1, pp. 19–85.
- 1935: Die Goldsilbererzgänge zu Schemnitz und Kremnitz in der Slowakei. Freiberg. Geol. Ges., Ber. 15, pp. 61–70.
- 1935: Die Erzlagerstätten in der Umgebung von Baia Mare (Nagybanya) in Rumänien. Freiberg. Geol. Ges., Ber. 15.
- 1938: Die jungvulkanischen Gold-Silber-Erzlagerstätten des Karpathenbogens unter besonderer Berücksichtigung der Genesis und Paragenesis des gediegenen Goldes. Preuss. Geol. Landesanst., Arch. Lagerstättenf., vol. 66, 175 pp.
- 1939: Die osttürkische Chromitprovinz. Freiberg. Geol. Ges., Ber. 17, pp. 41–53.
- 1942: Lagerstättenkundliche Reiseeindrücke aus den Vereinigten Staaten. Neues Jahrbuch für Mineralogie. Monatshefte, vol. 77, pp. 383–498.
- 1955: Beobachtungen an türkischen Minerallagerstätten. Neues Jahrbuch für Mineralogie. Abhandlungen, vol. 88, no. 1, pp. 55.
- 1962: The metallogeny of the chromite deposits of the Guleman District, Turkey. Economic Geology and the Bulletin of the Society of Economic Geologists, vol. 57, no. 6, pp. 954–962.
- 1968: Basite-Ultrabasite und hydrothermale Lagerstätten. International Geological Congress, Abstracts--Congres Geologique Internationale, Resumes, vol. 23, pp. 193.
- 1970: On the origin of pyrometasomatic magnetite deposits. International Mineralogical Association, General Meeting, 7th-International Association on the Genesis of Ore Deposits, Tokyo-Kyoto Meeting, 1970, Collect. Abstr.
- 1971: On the Origin of Certain Pyrometasomatic Magnetite Deposits. International Association of the Genesis of Ore Deposits, Tokyo-Kyoto Meetings, Papers and Proceedings. Soc. Min. Geol. Jap., Spec. Issue, No. 3, Tokyo